# 英理女子学院高等学校
英理女子学院高等学校（えいりじょしがくいんこうとうがっこう）は、神奈川県横浜市港北区菊名七丁目にある私立高等学校。
2019年に校名を「高木学園女子高等学校」から変更。

## 沿革
- 1896年 - 高木君（たかぎ きみ）が福澤諭吉の講演を聴き感銘を受け、女性も学び社会に貢献する大切さを感じる。
- 1905年 - 裁縫を教える私塾高木女塾を開設。
- 1908年 - 神奈川裁縫女学校として学校組織に変更、開設（創立記念日）。
- 1928年 - 高木高等女学校に組織変更。
- 1944年 - 高木女子商業学校設立。
- 1947年 - 高木高等学校、高木学園中学校を設置。
- 1951年 - 高木女子商業高等学校に組織変更。
- 1960年 - 創立者・高木君が死去。従六位勲五等瑞宝章を受章。
- 1993年 - 高木学園女子高等学校に校名変更。
- 2008年 - 新校舎（普通教室、講堂・体育館棟）建築・完成。
- 2013年 - 商業科に会計コース、マーケティングコースを設置。
- 2019年 - 英理女子学院高等学校に校名変更。また専門科を廃止し全普通科とし、iグローバル部・キャリア部（4コース）の2部門制へ変更。

## 校名・校歌
創立者・高木君は、常に物事の「理（ことわり）」を大事に、また「真理」を追い求めて生きた女性で、さらに、女性は「英（はな）」のように美しい人生を生きて欲しいと生徒たちに伝えていた。新校名にはそのような創立者の想いに加え、生徒・卒業生にグローバルな視野を持ち、理知的かつ論理的な女性になって欲しいという願いが込められている。
校歌の作詞はコピーライターの尾形真理子、作曲はNHK連続テレビ小説『マッサン』、大河ドラマ『西郷どん』などの音楽も手掛けている作曲家の富貴晴美。

## 設置部門
- iグローバル部
- キャリア部
  - 進学教養コース
  - ビジネスデザインコース
  - 情報デザインコース
  - ライフデザインコース

2019年3月までは、下記4学科を設置していた。
- 普通科
- 商業科
  - 会計コース
  - マーケティングコース
- 家庭科
  - ファッションコース
  - フードコース
- 情報科

## 設備
創立100周年事業として校舎等の設備が一新された。
- 人工芝グラウンド
- ランチスペース
- 屋上庭園
- ドレッシングラウンジ
- 創立100周年記念アリーナ＝多目的アリーナ（体育館、ホール）

## 部活動
- 文化系 演劇、華道、語学、茶道、書道、文芸、科学、美術、アニメーション、ワープロ、JRC、音楽、軽音楽、吹奏楽、家庭科同好会
- 体育系 ライフル射撃、剣道、硬式テニス、ソフトテニス、ダンス、体操、バドミントン、ハンドボール、バスケットボール、バトントワリング、陸上、卓球
- ライフル射撃は、全国でも有数の強豪校であり、エアライフルでは全国高等学校ライフル射撃競技選手権大会において優勝、ビームライフルにても全国ジュニアビームライフル射撃競技大会において優勝など他にも数々の優勝実績がある。

## 年間スケジュール
- 04月：入学式、新入生歓迎会、進学説明会
- 05月：校外学習、春の宿泊研修、就職説明会、体育祭
- 06月：芸術鑑賞会
- 07月：スポーツ大会、夏期講習
- 08月：セブ島語学研修、夏期講習
- 09月：学園祭、創立記念日
- 10月：修学旅行
- 11月：クロスカントリー大会、大学出張講座
- 12月：冬期講習
- 01月：検定試験
- 02月：謝恩会・送別会
- 03月：卒業式、春期講習、吹奏楽定期演奏会

## 受賞歴
- 産業教育課程研究指定校
- 産業教育家庭科研究指定校（文部省）
- 藍綬褒章（1957年11月3日、創立者・高木君個人が受章）

## 交通
- 菊名駅（横浜線・東急東横線）徒歩7分
- 新横浜駅（東海道新幹線・横浜線・横浜市営地下鉄）徒歩16分

## 姉妹校
- セントモニカズカレッジ（オーストラリア）
- マランダステイトハイスクール（オーストラリア）

## 著名な出身者
- 彩那音（元宝塚歌劇団）
- 篠原欣子（パーソルホールディングス創業者）
- 一ノ渡桜（ライフル射撃競技選手）
- 新田ゆう（モデル、女優、グラビアアイドル）